# Beenbreekfamilie
De beenbreekfamilie (Nartheciaceae) is een familie van eenzaadlobbige planten die eigenlijk pas sinds de eeuwwisseling breed wordt erkend door systemen van plantentaxonomie. De betreffende planten werden vroeger vaak geplaatst in de familie Liliaceae. In het eerste APG-systeem (1998) werd de familie al erkend, maar nog niet in een orde geplaatst, vanaf APG II-systeem (2003) wordt zij in de orde Dioscoreales geplaatst.
De familie bestaat uit een paar dozijn soorten soorten kruidachtige planten in zes genera. Deze komen voor op het noordelijk halfrond.
De familie wordt in Nederland en België vertegenwoordigd door beenbreek (Narthecium ossifragum): de Nederlandstalige naam is dan ook "beenbreekfamilie". Europa kent een tweede soort (Narthecium reverchonii), een endeem van Corsica.